# Кхан Хоа (провинция)
Кхан Хоа (на виетнамски: Khánh Hòa) е виетнамска провинция разположена в регион Нам Чунг Бо. На север граничи с провинция Фу Йен, на юг с провинция Нин Тхуан, на запад с провинциите Дак Лак и Лам Донг, а на изток с Южнокитайско море. Населението е 1 222 200 жители (по приблизителна оценка за юли 2017 г.).

## Административно деление
Провинция Кхан Хоа се състои от един самостоятелен град Ня Чанг, едно самостоятелно градче Кам Ран и седем окръга:
- Кам Лам
- Диен Кхан
- Кхан Сон
- Кхан Вин
- Нин Хоа
- Островите Спратли (частично; спорна територия)
- Ван Нин